# Gibran Lajud
Manuel Gibrán Lajud Bojalil (Cidade do México, 25 de dezembro de 1993) é um futebolista profissional mexicano que atua como goleiro, atualmente defende o Club Tijuana.

## Carreira
Gibran Lajud fará parte do elenco da Seleção Mexicana de Futebol nas Olimpíadas de 2016.